# أنتوني بيرن
أنتوني بيرن (بالإنجليزية: Anthony Byrne) هو سياسي أسترالي، ولد في 1 ديسمبر 1962 بأديلايد في أستراليا. حزبياً، نشط في حزب العمال الأسترالي. وقد انتخب عضو مجلس النواب الأسترالي عن دائرة Division of Holt ‏ (6 نوفمبر 1999 – ).